# AC Sparta Praha/2013
Deze pagina geeft een overzicht van de AC Sparta Praha wielerploeg in 2013.

## Transfers
| Inkomend        | Team 2012 | Uitgaand          | Team 2013     |
| --------------- | --------- | ----------------- | ------------- |
| Radovan Doležel | Neo       | Athanasios Markos | Experiment 23 |
| Tomáš Medek     | Neo       | Jiri Dolezal      | Onbekend      |
| Pavel Kopecký   | Neo       | Daniel Vejmelka   | Onbekend      |

## Renners
| Naam              | Geboortedatum     | Nationaliteit | Ploeg 2012 |
| ----------------- | ----------------- | ------------- | ---------- |
| Radovan Doležel   | 22 februari 1994  | Tsjechië      | Neo        |
| Tomáš Holub       | 25 september 1990 | Tsjechië      |            |
| Martin Hunal      | 8 september 1989  | Tsjechië      |            |
| Jan Klabouch      | 23 januari 1990   | Tsjechië      |            |
| Pavel Kopecký     | 15 november 1994  | Tsjechië      | Neo        |
| Rostislav Krotký  | 19 oktober 1976   | Tsjechië      |            |
| Tomáš Medek       | 9 februari 1993   | Tsjechië      | Neo        |
| Jiří Nesveda      | 14 mei 1985       | Tsjechië      |            |
| Tomáš Okrouhlický | 4 november 1985   | Tsjechië      |            |
| Ondřej Pávek      | 23 september 1980 | Tsjechië      |            |
| Václav Viktorin   | 11 augustus 1989  | Tsjechië      |            |

## Overwinningen
| Wedstrijd             | Datum       | Categorie | Winnaar           |
| --------------------- | ----------- | --------- | ----------------- |
| 7e etappe An Post Rás | 25 mei 2013 | 2.2       | Tomáš Okrouhlický |

2002 · 2003 · 2004 · 2005 · 2006 · 2007 · 2008 · 2009 · 2010 · 2011 · 2012 · 2013 · 2014 · 2015 · 2016 · 2017 · 2018 · 2019 · 2020 · 2021 · 2022 · 2023 · 2024